# میخائیل لوفتنر
میخائیل لوفتنر (انگلیسی: Michael Lüftner؛ زادهٔ ۱۴ مارس ۱۹۹۴) بازیکن فوتبال اهل جمهوری چک است.
از باشگاه‌هایی که در آن بازی کرده‌است می‌توان به باشگاه فوتبال کپنهاگن و باشگاه فوتبال تپلیس اشاره کرد.
وی همچنین در تیم‌های ملی فوتبال زیر ۲۱ سال جمهوری چک و جمهوری چک بازی کرده‌است.